# Heuking

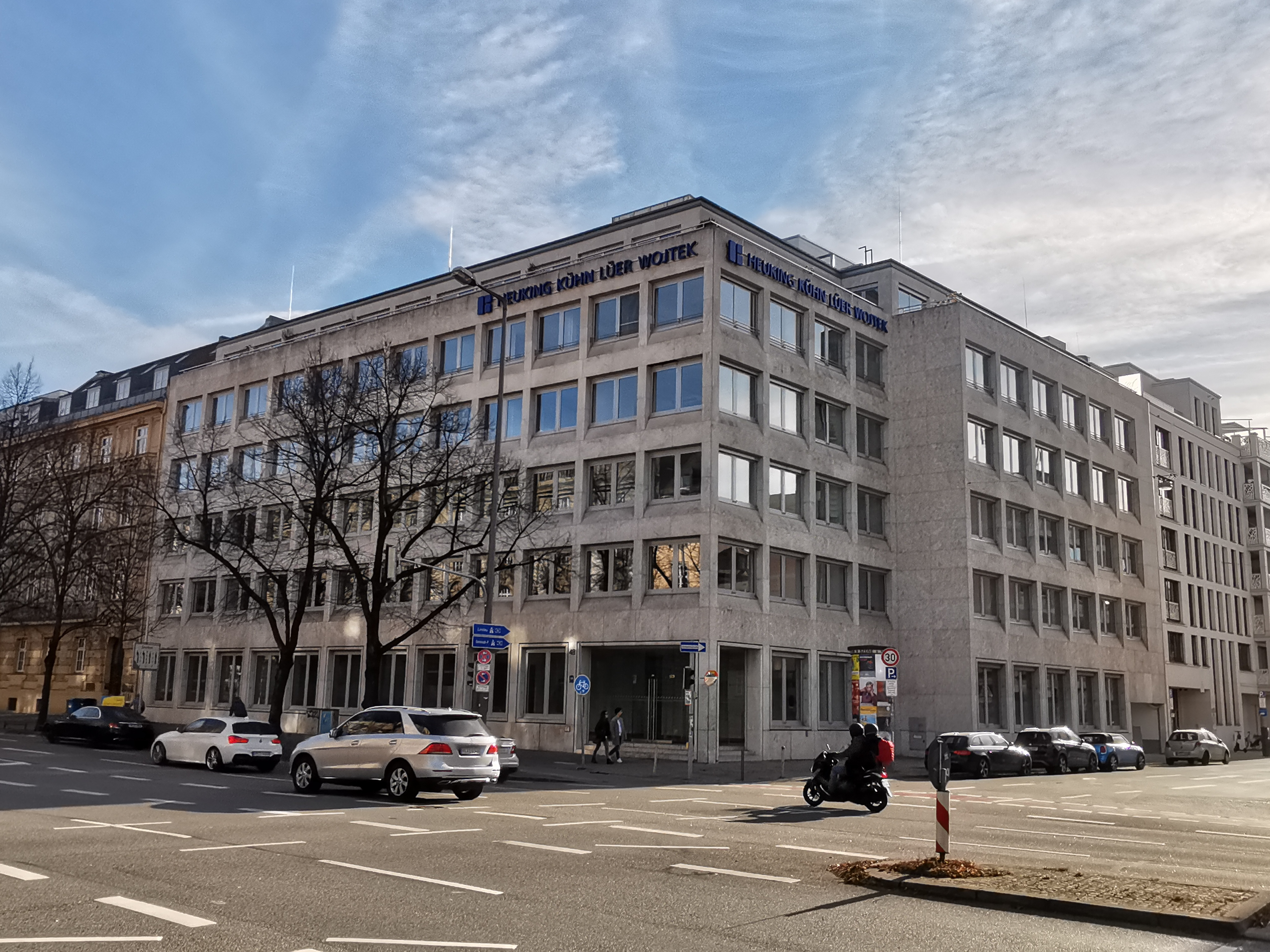
Standort München

Heuking (bis 2023: Heuking Kühn Lüer Wojtek) ist eine international tätige deutsche Wirtschaftskanzlei mit mehr als 400 Rechtsanwälten, Steuerberatern und Notaren.
Die Kanzlei ist auf dem Gebiet des Wirtschaftsrechts tätig. Zu den Mandanten zählen Unternehmen und die Öffentliche Hand. Im Geschäftsjahr 2022 wurde ein Umsatz von 192,4 Mio. Euro erwirtschaftet.

## Geschichte
Die Sozietät geht auf die Gründung einer gemeinsamen Kanzlei durch Hans Günter Heuking (1938–2012) und Wolfgang Kühn in Düsseldorf im Jahr 1971 zurück. Im Jahre 1990 kamen drei weitere Standorte in Berlin, Chemnitz und Frankfurt hinzu. Durch den Anschluss der Sozietäten der späteren Namenspartner Ralf J. Wojtek aus Hamburg und Hans-Jochem Lüer aus Köln im Jahr 1992 entstand der Name Heuking Kühn Lüer Wojtek. 1999 wurde das erste Auslandsbüro in Brüssel eröffnet, 2002 folgte ein Büro in München. Im Jahr 2015 schloss sich der Stuttgarter Standort der Kanzlei GSK Stockmann der Sozietät an.

## Standorte
Die Sozietät ist an acht Standorten in Deutschland (Berlin, Chemnitz, Düsseldorf, Frankfurt am Main, Hamburg, Köln, München und Stuttgart) vertreten. Heuking ist darüber hinaus Mitglied des Netzwerks World Services Group.